# Латат
Латат — река в Томской области России, левый приток Яи. Исток находится между деревнями Халдеево и Подломск, устье — в 43 км от устья Яи, в деревне Больше-Жирово. Имеет два левых притока — Кайба (18 км от устья) и Казыл (31 км от устья). Длина реки составляет 46 км.

## История
В рамках строительства Северной широтной магистрали в 2014 году за 115 млн рублей был реконструирован мост через Латат в месте пересечения с трассой Р400.

## Данные водного реестра
По данным государственного водного реестра России относится к Верхнеобскому бассейновому округу, водохозяйственный участок реки — Чулым от в/п с. Зырянское до устья, речной подбассейн реки — Чулым. Речной бассейн реки — (Верхняя) Обь до впадения Иртыша.